# Comunitat de municipis del Poher
La comunitat de municipis del Poher (bretó Kumuniezh kumunioù ar Poc'hêr) és una comunitat de comunes que aplega 8 comunes dels departaments del Finisterre i de les Costes d'Armor. També forma part del país Centre Oest Bretanya (COB). Té 242 kilòmetres quadrats i una població de 14.136 habitants. També és una de les comunitats de municipis que ha signat la carta Ya d'ar brezhoneg.

## Composició
Les vuit comunes són:
- al Finisterre (7) :

1. Carhaix-Plouguer
2. Cléden-Poher
3. Kergloff
4. Motreff
5. Plounévézel
6. Poullaouen
7. Saint-Hernin

- a Costes del Nord (1) :

1. Le Moustoir

## Equip de govern de la intercomunalitat
Composition au 10/12/2008 :
| Funció                                                            | Nom                    | Càrrec                             |
| ----------------------------------------------------------------- | ---------------------- | ---------------------------------- |
| President                                                         | Christian Troadec      | Alcalde de Carhaix                 |
| Vicepresident encarregat d'agricultura i medi ambient             | Didier Goubil          | Alcalde de Poullaouen              |
| Vicepresident encarregat de les noves tecnologies                 | José Le Guelaff        | Alcalde de Motreff                 |
| Vicepresident encarregat de recursos humans                       | Yannick Coulouarn      | Conseller municipal de Le Moustoir |
| Vicepresident encarregat de joventut i esports                    | Olivier Faucheux       | Conseller municipal de Carhaix     |
| Vicepresident encarregat d'ocupació i planificació econòmica      | Xavier Berthou         | Alcalde de Plounévézel             |
| Vicepresident encarregat de finances                              | Daniel Caillarec       | Conseller municipal de Motreff     |
| Vicepresident encarregat de planificació territorial i transports | Daniel Cotten          | Conseller municipal de Carhaix     |
| Vicepresident encarregat de noves competències                    | Jean-Claude Le Guelaff | Alcalde de Saint-Hernin            |
| Vicepresidenta encarregate d'habitatge social i CIAS              | Viviane Moisan         | Consellera municipal de Poullaouen |
| Vicepresident encarregat de carreteres i treballs                 | Jacques Quiltu         | Alcalde de Cléden-Poher            |

## Competències
Economia
- desenvolupament, manteniment i gestió de les zones d'activitats d'interès comunitari,
- accions de desenvolupament econòmic,
- gestió del registre mercantil.

Desenvolupament de l'espai comunitari
- desenvolupament rural rural,
- zones de desenvolupament concertat d'interès comunitari.

Medi Ambient
- programa d'accions per la protecció, millora, iniciació, interpretació del medi ambient i de la qualitat de vida,
- gestió d'un servei públic de clavegueram (SPANC)

Carreteres
- construcció, manteniment i neteja de vies comunals i camins rurals

Recollida i tractament de residus
Turisme
- promoció i animació turística,
- gestió de les vies de senderisme i gestió de vies verdes,
- promoció i cura del patrimoni i vestigis arqueològics.

Infantesa i joventut
- gestió de la Maison de l'enfance, del Claj

Habitatge social d'interès comunitari.
Ensenyament musical
- projecte de creació d'una escola de música intercomunitària

Font : Web de la Comunitat de municipis del Poher